# 1996년 대한민국의 영화
다음은 1996년에 대한민국의 영화에 관한 서술한다.

## 흥행 주요 기록
흥행 당시에 외화 1위는 〈인디펜던스데이〉이 관객수 서울 92만 3천명을 세웠고, 방화 1위는 〈투캅스 2〉가 관객수 서울 63만명을 넘었다. 앞서 2위 〈은행나무침대〉 (45만 2천명), 3위 〈아기공룡둘리 - 얼음별 대모험〉 (35만 명), 4위 〈꽃잎〉 (30만 명), 5위 〈고스트 맘마〉 (25만 7천명), 6위 <귀천도> (20만명), 7위 〈깡패 수업〉 (17만7천명), 8위 〈박봉곤 가출 사건〉 (17만명), 9위 〈본 투 킬〉 (13만2천명), 10위 <코르셋>(11만명), 11위 <보스>(10만명) 등이 흥행을 차지하였다. 영화제는 부산에서 열린 국제영화제가 처음 시작하였다. 따라서 관객동원율은 외화가 줄고, 방화가 늘었다.

## 이벤트 및 수상
- 제32회 백상예술대상
- 제34회 대종상 영화제
- 제1회 부산국제영화제
- 제16회 한국영화평론가협회상
- 제17회 청룡영화상
- 제20회 황금촬영상

## 같이 보기
- 1996년 영화
- 대한민국의 영화